# Кубок России по современному пятиборью среди женщин 2013
Кубок России по современному пятиборью среди женщин 2013 года проходил в Москве с 20 по 23 января. Медали разыгрывались в личном и командном первенстве.
На старт вышли 41 спортсменка, которые представляли 9 регионов и городов России. В командных соревнованиях участвовало 6 команд (по 3 спортсмена).

## Фехтование. Плавание. Верховая езда.
После первого дня этого турнира лидерство захватила Людмила Кукушкина.
После трех видов программы она набрала 3400 очков, опережая перед комбайном на 40 очков (10 секунд) Ольгу Карманчикову и на 52 очка (13 секунд) Алисэ Фахрутдинову. Лидеры сборной России Екатерина Хураськина и Доната Римшайте делят 8-9 места, уступая Кукушкиной 180 очков (45 секунд). Еще в 7 секундах за них старт примет Евдокия Гречишникова. Еще два кандидата в сборную страны, Юлия Колегова и Гульназ Губайдуллина, проигрывают еще больше, 57 секунд и 1 минуту 27 секунд соответственно.
- ТЕХНИЧЕСКИЕ РЕЗУЛЬТАТЫ

Женщины. Личное первенство. 22 января 2013г.
Финал (положение после трех видов)
1. Людмила Кукушкина (Москва / Нижегородская область) – 3400. 2. Ольга Карманчикова (Москва / Ростовская область) – 3360.  3. Алисэ Фахрутдинова (Москва) – 3348. 4. Светлана Лебедева (Москва) – 3284. 5. Ангелина Марочкина (Санкт-Петербург) – 3276. 6. Александра Сергеева (Самарская область) – 3228. 7. Анна Савченко (Москва) – 3220. 8. Екатерина Хураськина (Москва) – 3220. 9. Доната Римшайте (Москва) – 3220. 10. Евдокия Гречишникова (Москва) – 3192.

## Комбайн (бег+стрельба).
Результаты соревнования были неожиданными. Первый соревновательный день и три вида программы принесли лидерство Людмиле Кукушкиной. Хураськина в компании с Анной Савченко и Донатой Римшайте ушла на дистанцию комбайна спустя 45 секунд после лидера. Никто не ожидал, что именно эта троица займет пьедестал. Но, как оказалось, именно эти три спортсменки и стали главными действующими лицами в последнем виде программы. Кукушкина уступила первую позицию довольно быстро, но вот занимавшая второе место Ольга Карманчикова очень долго сопротивлялась натиску именитых Хураськиной и Римшайте. Но последний огневой рубеж все же подвел Ольгу, и ей пришлось уступить своё место Екатерине. После этого Хураськина так оторвалась от соперниц, что её победа не оставляла сомнений. Чисто отработав заключительную стрельбу, она убежала к Кубку России, не оставив соперницам никаких шансов. Второй финишировала Доната Римшайте, третьей, отдав борьбе все силы без остатка, закончила бег Анна Савченко. Наградой ей стали личная «бронза» и «золото» в командном первенстве, которое она завоевала вместе с Людмилой Кукушкиной и Светланой Лебедевой.
Москвичка Екатерина Хураськина пополнила свою коллекцию трофеев Кубком России, который она завоевала по итогам двухдневной борьбы на спортивных площадках Москвы.
- ТЕХНИЧЕСКИЕ РЕЗУЛЬТАТЫ

КУБОК РОССИИ. Москва 23 января 2013г.
Женщины. Финал
Личное первенство
1. Екатерина Хураськина (Москва) – 5436. 2. Донайта Римшайте (Москва) – 5396. 3. Анна Савченко (Москва) – 5376. 4. Алисэ Фахрутдинова (Москва) – 5360. 5. Ольга Карманчикова (Москва / Ростовская область) – 5344. 6. Юлия Колегова (Москва) – 5308. 7. Евдокия Гречишникова (Москва) – 5308. 8. Светлана Лебедева (Москва) – 5264.
Командное первенство.
1. Москва (Анна Савченко, Светлана Лебедева, Людмила Кукушкина) – 15 872. 2. Башкортостан (Гульназ Губайдуллина, Зарина Насырова, Диана Бербега) – 13 820. 3. Самарская область (Екатерина Воронина, Александра Сергеева, Екатерина Вдовенко) – 13 584. 4. Нижегородская область – 13 496. 5. Санкт-Петербург – 12 920. 6. Московская область – 12 628.

## Личное первенство. Итоговые результаты
- Личное первенство. Победитель и призеры.

| Дисциплина        | Золото                               | Серебро                          | Бронза                        |
| Личное первенство | Екатерина Хураськина · Москва · 5436 | Донайте Римшайте · Москва · 5396 | Анна Савченко · Москва · 5376 |

- Итоговая таблица. Личное первенство.

| Место | Спортсмен              | Город                                          | Фехтование | Плавание Результат/очки | Конкур        | +Комбайн Результат/очки | Сумма очков |
| ----- | ---------------------- | ---------------------------------------------- | ---------- | ----------------------- | ------------- | ----------------------- | ----------- |
| 1.    | Екатерина Хураськина   | Москва                                         | 980        | 2.23,45/1080            | 1160          | 12.26,0/2216            | 5436        |
| 2.    | Доната Римшайте        | Москва                                         | 1000       | 2:18,47/1140            | 1080          | 12.36,0/2176            | 5396        |
| 3.    | Анна Савченко          | Москва                                         | 1020       | 2:23,44/1080            | 1120          | 12.41,0/2156            | 5376        |
| 4.    | Алисэ Фахрутдинова     | Москва                                         | 960        | 2.14,64/1188            | 1200          | 13.17,0/1040            | 5360        |
| 5.    | Ольга Карманчикова     | Москва - Ростовская область                    | 900        | 2.08,45/1260            | 1200          | 13.24,0/1984            | 5344        |
| 6.    | Юлия Колегова          | Москва                                         | 980        | 2.17,51/1152            | 1040          | 12.46,0/2136            | 5308        |
| 7.    | Евдокия Гречишникова   | Москва                                         | 960        | 2.24,12/1072            | 1160          | 12.51,0/2116            | 5308        |
| 8.    | Светлана Лебедева      | Москва                                         | 980        | 2:11,43/1224            | 1080          | 13.25,0/1980            | 5264        |
| 9.    | Людмила Кукушкина      | Москва - Нижегородская область                 | 920        | 2.06,77/1280            | 1200          | 14.02,0/1832            | 5233        |
| 10.   | Елизавета Пучкова      | Калининградская область                        | 860        | 2.22,38/1092            | 1160          | 12.54,0/2104            | 5216        |
| 11.   | Гульназ Губайдуллина   | Башкортостан - Ямало-Ненецкий автономный округ | 740        | 2.07,45/1272            | 1040          | 12.58,0/2088            | 5140        |
| 12.   | Ангелина Марочкина     | Санкт-Петербург                                | 900        | 2.15,49/1176            | 1200          | 14.18,0/1768            | 5044        |
| 13.   | Анна Макеева           | Нижегородская область                          | 940        | 2.22,68/1088            | 1160          | 14.01,0/1836            | 5024        |
| 14.   | Елена Ненюхина         | Нижегородская область                          | 820        | 2.18,31/1144            | 1200          | 13.58,0/1848            | 5012        |
| 15.   | Екатерина Воронина     | Самара                                         | 860        | 2.20,30/1120            | 1200          | 14.05,0/1820            | 5000        |
| 16.   | Анастасия Бугрина      | Московская область                             | 760        | 2.20,30/1112            | 1040          | 13.09,0/2044            | 4956        |
| 17.   | Надежда Попова         | Ростовская область                             | 840        | 2.21,94/1100            | 1112          | 13.46,0/1896            | 4948        |
| 18.   | Александра Сергеева    | Самара                                         | 920        | 2.17,86/1148            | 1160          | 14.51,0/1636            | 4864        |
| 19.   | Александра Бербега     | Башкортостан                                   | 860        | 2.29,23/1012            | 1040          | 13.43,0/1908            | 4820        |
| 20.   | Зарина Насырова        | Башкортостан                                   | 860        | 2.26,88/1040            | 1120          | 14.39,0/1684            | 4704        |
| 21.   | Варвара Иванова        | Московская область                             | 940        | 2.22,40/1092            | 1080          | 15.17,0/1532            | 4644        |
| 22.   | Ульяна Баташова        | Башкортостан ДЮСШ                              | 680        | 2.10,35/1236            | 984           | 14.42,0/1672            | 4572        |
| 23.   | Александра Саввина     | Москва                                         | 900        | 2.23,96/1176            | 1120          | 15.57,0/1372            | 4468        |
| 24.   | Александра Зайцева     | Калининградская область                        | 720        | 2.31,98/980             | 1080          | 15.29,0/1484            | 4264        |
| 25.   | Адель Мухаметзянова    | Башкортостан                                   | 800        | 2.35,96/1144            | 1040          | 15.40,0/1440            | 4212        |
| 26.   | Александра Жаркевич    | Санкт-Петербург                                | 840        | 2.35,62/936             | 1040          | 16.15,0/1300            | 4116        |
| 27.   | Диана Бербега          | Башкортостан                                   | 960        | 2.25,46/1056            | 0             | 13.30,0/1960            | 3976        |
| 28.   | Анастасия Петрова      | Санкт-Петербург                                | 800        | 2.13,67/1196            | 0             | 14.19,0/1764            | 3760        |
| 29.   | Екатерина Вдовенко     | Самарская область                              | 820        | 2.24,45/1068            | 0             | 14.02,0/1832            | 3720        |
| 30.   | София Серкина          | Москва                                         | 720        | 2.19,37/1128            | не стартовала | 14.29,0/1724            | 3572        |
| 31.   | Екатерина Каржановская | Москва                                         | 660        | 2.25,75/1052            | 0             | 14.15,0/1780            | 3492        |
| 32.   | Зинаида Будякова       | Нижегородская область                          | 880        | 2.20,89/1112            | 0             | 15.33,0/1468            | 3460        |
| 33.   | Карина Зайдулина       | Москва                                         | 800        | 2.16,93/1160            | 0             | 15.31,0/1476            | 3436        |
| 34.   | Екатерина Чарышнова    | Нижегородская область                          | 700        | 2.24,19/1072            | 0             | 14.53,0/1628            | 3400        |
| 35.   | Анастасия Тихонова     | Москва                                         | 620        | 2.14,65/1188            | 0             | 15.19,0/1524            | 3332        |
| 36.   | Евгения Денисова       | Москва                                         | 720        | 2.22,68/1092            | 0             | 15.56,0/1376            | 3188        |
| 37.   | Полина Матюхевич       | Москва                                         | 960        | 2.27,37/1032            | 0             | 17.06,0/1096            | 3088        |
| 38.   | Анна Новикова          | Московская область                             | 560        | 2.26,48/1044            | 0             | 15.44,0/1060            | 3028        |
| 39.   | Надежда Зверева        | Москва                                         | 760        | 2.16,19/1168            | 0             | 17.15,0/1060            | 2988        |
| 40.   | Татьяна Медведева      | Московская область                             | 780        | 2.36,85/920             | 0             | 16.21,0/1276            | 2976        |
| 41.   | Дарья Пирогова         | Санкт-Петербург                                | 640        | 0                       | 0             | 0                       | 640         |

## Командное первенство. Победитель и призёры
| Дисциплина           | Золото                                                                  | Серебро                                                                        | Бронза                                                                                     |
| Командное первенство | Москва · Людмила Кукушкина · Савченко Анна · Светлана Лебедева · 15 872 | Башкортостан · Гульназ Губайдуллина · Зарина Насырова · Диана Бербега · 13 820 | Самарская область · Екатерина Воронина · Александра Сергеева · Екатерина Вдовенко · 13 584 |

- Командное первенство. Итоговые результаты.

| Место | Город                 | Спортсмен                                                 | Сумма очков |
| ----- | --------------------- | --------------------------------------------------------- | ----------- |
| 1.    | Москва                | Людмила Кукушкина Савченко Анна Светлана Лебедева         | 15 872      |
| 2.    | Башкортостан          | Гульназ Губайдуллина Зарина Насырова Диана Бербега        | 13 820      |
| 3.    | Самарская область     | Екатерина Воронина Александра Сергеева Екатерина Вдовенко | 13 584      |
| 4.    | Нижегородская область | Елена Ненюхина Зинаида Будякова Анна Макеева              | 13496       |
| 5.    | Санкт-Петербург       | Александра Жаркевич Ангелина Марочкина Анастасия Петрова  | 12920       |
| 6.    | Московская область    | Анастасия Бугрина Варвара Иванова[уточнить] Анна Новикова | 12628       |